# Martin Schulz
Pour les articles homonymes, voir Martin Schulz (homonymie) et Schulz.
Ne doit pas être confondu avec Échelle de Martin-Schultz.
Martin Schulz, né le 20 décembre 1955 à Eschweiler, est un homme politique allemand.
Membre du Parti social-démocrate d'Allemagne (SPD), il est député européen de 1994 à 2017. Il est élu en 2004 à la tête du groupe du Parti socialiste européen (PSE), ensuite rebaptisé Alliance progressiste des socialistes et démocrates (S&D). Conformément à un accord avec les conservateurs, il est élu en 2012 président du Parlement européen. Réélu en 2014, il quitte cette fonction en 2017.
Dans la foulée, il est élu président fédéral du SPD, qu'il conduit aux élections fédérales allemandes de 2017. Affaibli par le score historiquement bas obtenu par son parti à ces élections, il renonce à intégrer un gouvernement de grande coalition et démissionne de la présidence fédérale du SPD en février 2018.

## Jeunesse
Martin Schulz est élève entre 1966 et 1975 dans un lycée privé tenu par la congrégation du Saint-Esprit, le renommé Heilig-Geist-Gymnasium de Würselen (Rhénanie-du-Nord-Westphalie). Il quitte le lycée sans baccalauréat après avoir redoublé sa terminale deux fois. Ensuite il effectue une formation professionnelle de libraire durant un an.
Durant cinq ans, il travaille dans différentes librairies et maisons d'édition. En 1982, il fonde sa propre librairie à Würselen, dont il reste le dirigeant jusqu'en 1994. Il est connu pour être passionné de livres et, par ailleurs, supporter du 1. FC Köln.

## Parcours politique

### Élu local
En 1974, à l'âge de 19 ans, Martin Schulz adhère au SPD et rejoint en particulier les Jusos. En 1984, il est élu au conseil municipal de Würselen. En 1987, il est élu à la tête du conseil municipal, et reste à la fonction de bourgmestre de la ville jusqu'en 1998. Il est alors, âgé d'à peine 31 ans, le plus jeune bourgmestre de Rhénanie-du-Nord-Westphalie.
Alors qu'il est en fonction, Martin Schulz s'engage pour la construction du parc aquatique « Aquana ». Cette prise de position a été par la suite plusieurs fois critiquée, en particulier par ses camarades sociaux-démocrates.

### Député européen
Lors des élections européennes de 1994, Martin Schulz est élu au Parlement européen. Réélu à chaque nouvelle élection, en 1999, 2004 et 2009, il prend de plus en plus d'ampleur politique. Entre 2000 et 2004, il est, au sein du PSE, le représentant du groupe allemand SPD. En 2004, il devient le représentant du PSE, prenant la succession de l'Espagnol Enrique Barón. Depuis le 13 novembre 2009, il est reconduit par le SPD comme son représentant. On lui donne alors pour mission de travailler à l'amélioration des institutions politiques de l'Union européenne, en coordination avec les autres partis européens.
Lors des élections européennes de 2009, Martin Schulz gagne en notoriété, à la suite de l'accord que passe son groupe afin de reconduire pour une deuxième mandature la commission Barroso. Malgré les critiques virulentes du représentant des Verts européens, Daniel Cohn-Bendit, et des libéraux menés par le Belge Guy Verhofstadt, les sociaux-démocrates passent un accord pour réélire José Manuel Barroso au poste de président de la Commission européenne.

### Président du Parlement européen

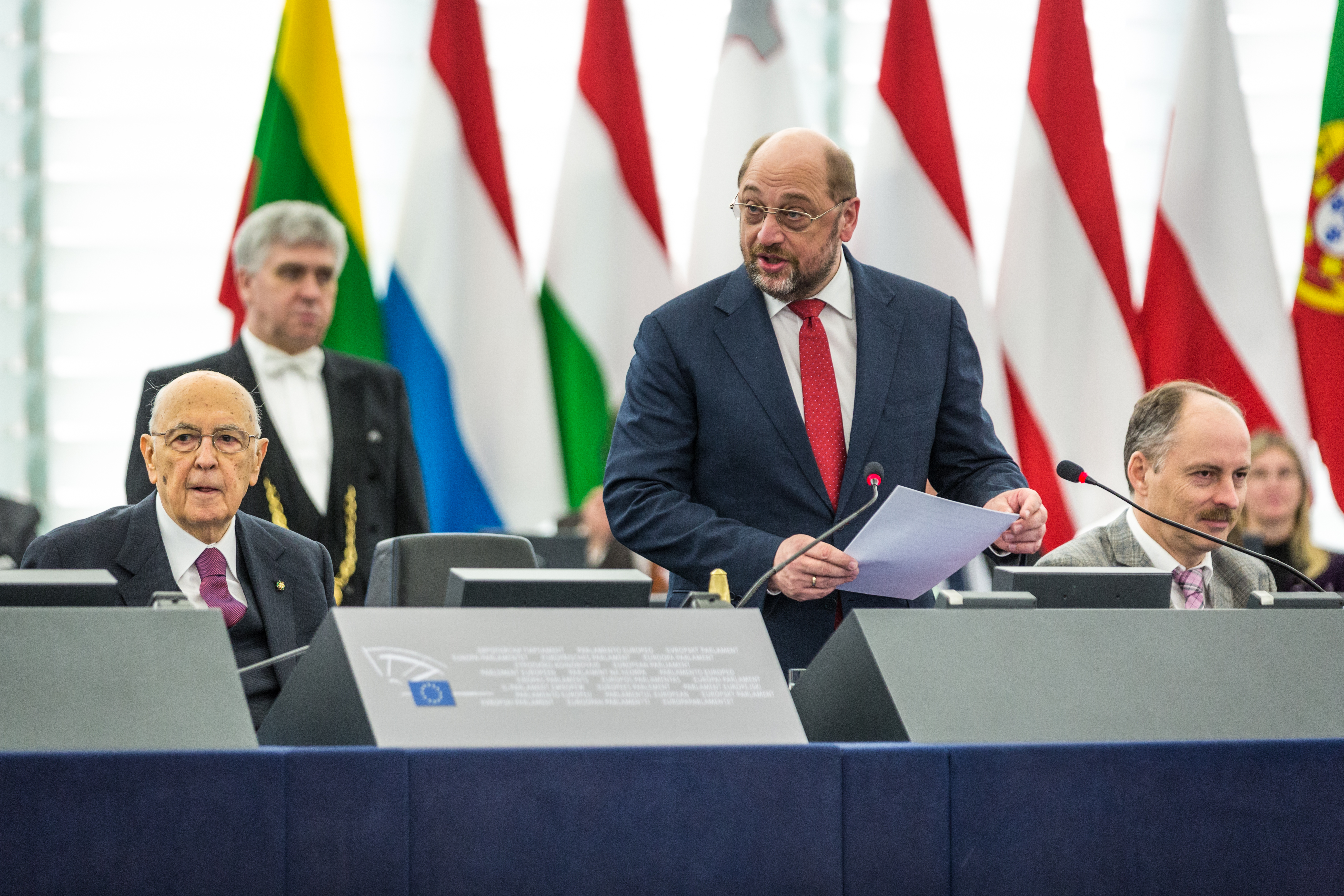
Martin Schulz à côté du président italien Giorgio Napolitano au parlement européen (Strasbourg, 4 février 2014).

Selon les termes de l'accord passé avec le Parti populaire européen (PPE), il succède au député polonais PPE Jerzy Buzek au poste de président du Parlement européen en étant élu, le 17 janvier 2012, par 387 voix sur 670, soit 58 % des suffrages exprimés. Il est réélu à ce poste le 1er juillet 2014. En 2015, il est lauréat du prix International Charlemagne.
Martin Schulz est également membre d’Europa-Union Deutschland, qui est la section allemande de l'Union des fédéralistes européens.
Lors de sa présidence de groupe, Martin Schulz s'est fait accrocher par d'autres eurodéputés ou représentants politiques à multiples reprises. En 2003, après avoir vivement critiqué le travail de Silvio Berlusconi, ce dernier lui suggère de jouer le rôle de kapo dans la série comique Papa Schultz,. En 2009, Martin Schulz craint l'arrivée de Jean-Marie Le Pen au poste de député européen, et ce dernier répond : « Monsieur Schulz est un monsieur qui a la tête de Lénine et parle comme Hitler. »,. En 2010, Daniel Cohn-Bendit, lors d'un discours virulent contre José Manuel Durão Barroso, injurie par l'invective « Ta gueule » Martin Schultz, qui se moque de son intervention. Le 24 novembre 2010, Martin Schulz a été traité d'« undemocratic fascist » par Godfrey Bloom, député de l'UKIP, lequel est aussitôt prié de quitter la salle par le président de séance.
En décembre 2015, ses déclarations concernant les premières mesures du nouveau gouvernement polonais de Beata Szydło qu'il compare à un « coup d'État » suscitent l'indignation de cette dernière qui demande des excuses pour la Pologne. Le ministre de l'Intérieur Mariusz Błaszczak avait quelques semaines auparavant condamné l'« arrogance allemande » de Schulz alors que Varsovie refusait d'accepter les quotas de migrants décidés par l'UE. 
Mediapart relève que la présidence de Martin Schulz « a marqué un tournant » en promouvant la « grande coalition » — expression désignant un « accord technique » entre les deux principaux groupes du Parlement européen, à savoir le groupe du Parti populaire européen et l'Alliance progressiste des socialistes et démocrates au Parlement européen (S&D) —, mettant ainsi l’hémicycle « au service de la Commission, pour renforcer le poids de l’institution communautaire aujourd’hui dirigée par Jean-Claude Juncker. Au risque de tuer les conflits à Strasbourg, de piétiner l’avis des groupes minoritaires et d'affadir les débats publics au Parlement ». En novembre 2016, Schulz annonce ne pas être candidat à un troisième mandat à la tête du Parlement européen pour se concentrer sur les élections fédérales allemandes de 2017. Il quitte ses fonctions en janvier 2017 après deux mandats à la présidence du parlement européen.

### Retour en Allemagne

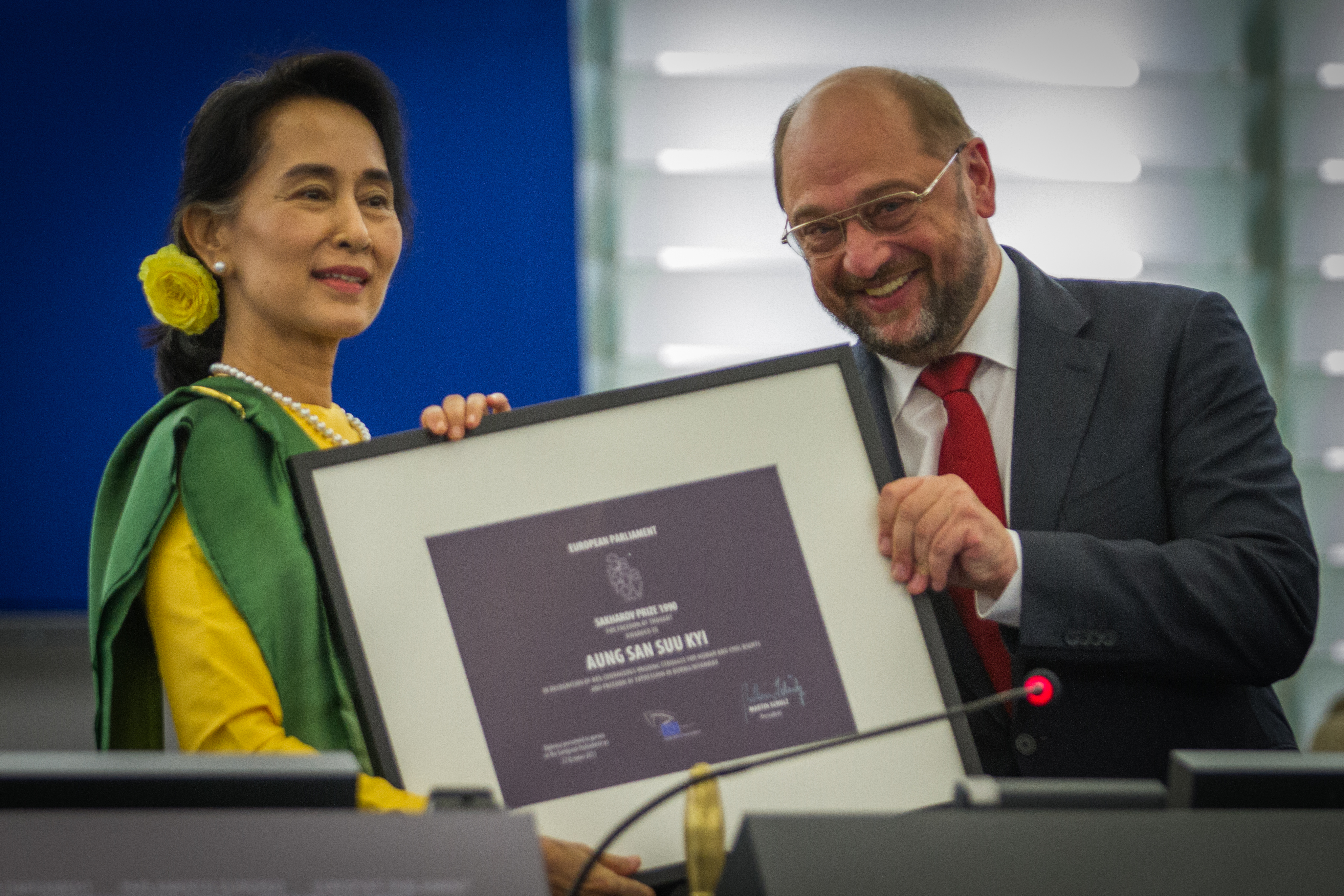
Martin Schulz remettant le prix Sakharov à Aung San Suu Kyi à Strasbourg le 22 octobre 2013.

#### Élection à la présidence du SPD
Martin Schulz souhaite être élu pour le SPD au Bundestag lors des élections fédérales de septembre 2017. Le 24 janvier 2017, le SPD le désigne comme chef de file, à la suite du renoncement du vice-chancelier et président du parti Sigmar Gabriel, qui souffre d'une faible cote de popularité.
Certains commentateurs politiques ont envisagé qu'il soit nommé à la tête du ministère des Affaires étrangères pour remplacer Frank-Walter Steinmeier, qui se présente à la présidence de la République et devrait donc laisser vacant son poste. Dans le cadre de l'accord de coalition du cabinet Merkel III, le ministère revient à une personnalité du SPD. Alors qu'il paraissait en bonne position pour obtenir le poste, c'est Sigmar Gabriel qui en hérite le 27 janvier 2017, laissant son poste de ministre de l'Économie à Brigitte Zypries.

#### « Effet Schulz »
Le SPD progresse alors dans les intentions de vote, passant de 19,5 % en mai 2016 à 31 % en février 2017, soit un point de plus que le score de la CDU/CSU d'après le quotidien Bild. L'arrivée de Schulz à la tête du parti début 2017, semble être la principale raison de cette progression spectaculaire.

#### Accusations de fraude
En février 2017, il est accusé de fraudes lors de son mandat au Parlement européen. Après des révélations du Sunday Times et de Der Spiegel, qui dévoilaient l'utilisation fréquente de jets privés, l'emploi d'assistants dans des tâches étrangères à leurs fonctions, et des pratiques de clientélisme, Ingeborg Grässle, qui dirige la commission de contrôle budgétaire de Bruxelles, déclare vouloir ouvrir une enquête pour fraude[réf. souhaitée].

#### Baisse de popularité et échecs régionaux
Alors que sa campagne avait commencé avec succès, elle s'enraye à mi-parcours, les mauvais sondages s'enchaînant. Son absence médiatique en mai 2017, pendant la campagne pour l'élection régionale en Rhénanie-du-Nord-Westphalie se solde par une défaite alors qu'il s'agissait d'un bastion de la gauche. Son slogan, « la justice sociale », est critiqué : le politologue Oskar Niedermayer note qu'il s'agit d'un contresens, les Allemands jugeant selon lui que « cela va bien en Allemagne » et que leurs préoccupations sont avant tout « la sécurité ou l'immigration ». Son absence de discours fort sur l'Europe est également soulignée.

#### Défaite électorale historique

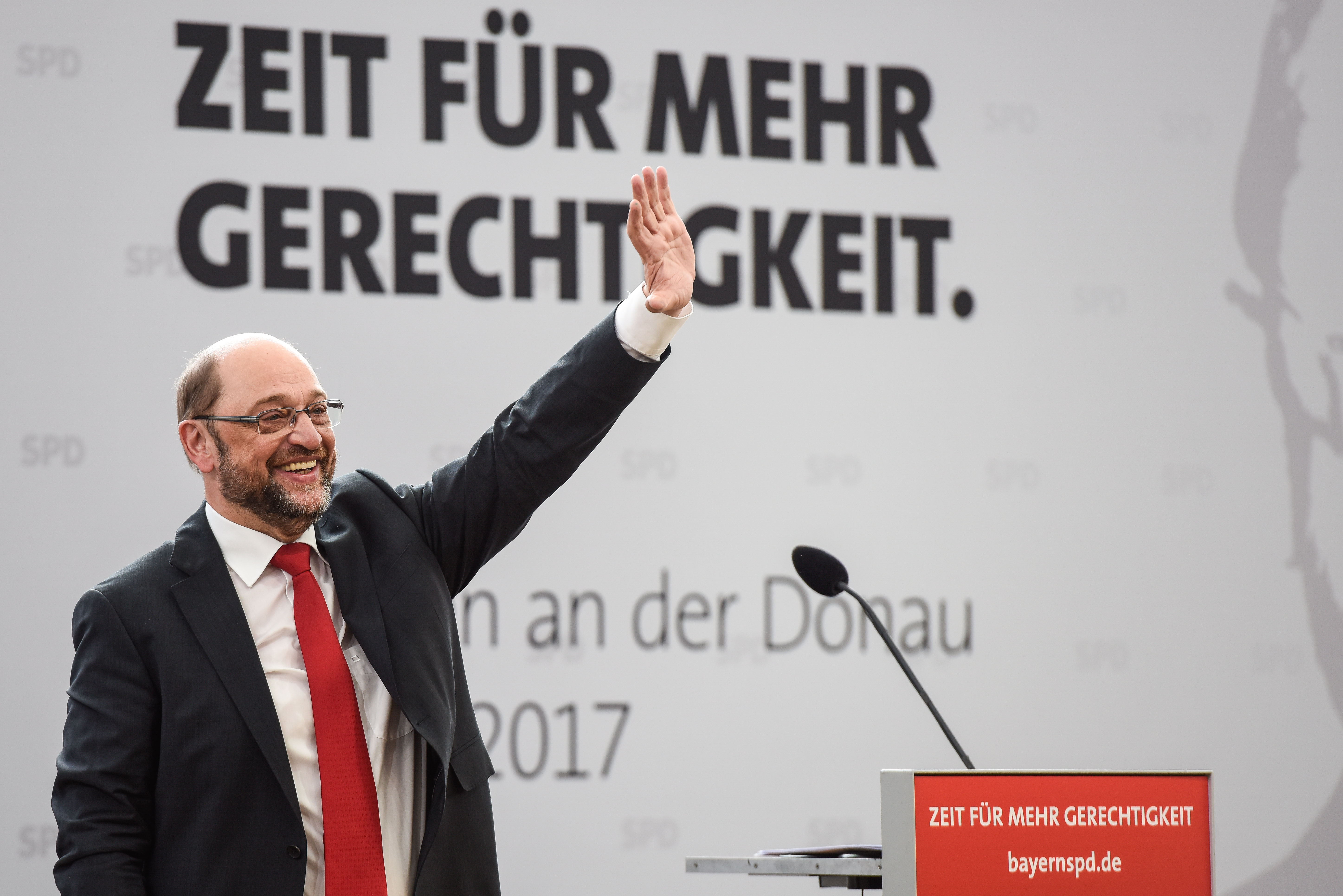
Martin Schulz le 1er mars 2017.

Le SPD perd les élections fédérales, obtenant 20,5 % des voix, son pire score depuis 1933.

#### Démission de la présidence du SPD
En février 2018, après avoir conduit les négociations entre son parti et la CDU/CSU, il accepte de devenir ministre des Affaires étrangères dans un gouvernement de grande coalition, contrairement à l'engagement pris au lendemain des élections. Critiqué pour cette décision et voyant le SPD atteindre des niveaux historiquement bas dans les enquêtes d'opinion, il annonce son intention de céder la présidence du parti à Andrea Nahles et renonce à intégrer le gouvernement,.
Il quitte effectivement la présidence du SPD le 13 février, moins d'un an après son entrée en fonction, ce qui en fait le plus bref mandat depuis la proclamation de la République fédérale. Un congrès extraordinaire est convoqué le 22 avril et la direction du parti choisit de soutenir Andrea Nahles comme future dirigeante. En attendant, l'intérim revient au premier bourgmestre de Hambourg Olaf Scholz, vice-président du parti.

## Vie privée
Martin Schulz est marié, a deux enfants, et parle français, anglais, italien, espagnol et néerlandais à différents niveaux,.

## Décorations
- Croix de grand commandeur de l’ordre du Mérite de la République fédérale d'Allemagne ( Allemagne, 2016)
- Grand-croix de l'ordre du Libérateur San Martín ( Argentine, 2016)
- Grand-croix d'or de l'ordre du Mérite ( Autriche, 2015)

- Officier de la Légion d'honneur ( France, 2010)[29]
- Chevalier grand-croix de l'ordre du Mérite de la République italienne ( Italie, 2012)[30]
- Grand-croix de l'ordre de la Liberté ( Portugal, 2017)[31]
- Médaille du Chambre des députés ( Roumanie, 2012)
- Deuxième classe de l'Ordre de la Double Croix Blanche ( Slovaquie, 2014)

## Distinctions
- Docteur honoris causa de l'université technique d'État de Kaliningrad (en) (2009)
- Docteur honoris causa de l'École nationale d'études politiques et administratives (2012)
- Docteur honoris causa de l'université pour étrangers de Sienne (2016)
- Docteur honoris causa de l'université hébraïque de Jérusalem (2016)
- Prix de la Fondation Jean Monnet pour l'Europe (2014)
- Prix international Charlemagne d'Aix-la-Chapelle (2015)[32]